# 혀

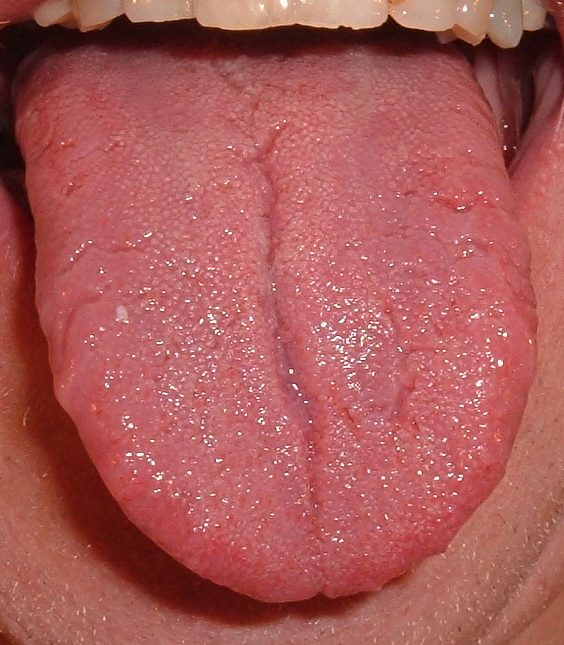
인간의 혀.

혀는 사람의 신체중에서 구강부분의 맛을 느끼는 길고 빨간 부위이다.
또한 인간은 수많은 맛을 느끼는 미뢰가 혀 위에 있기 때문에, 혀로 맛을 느낄 수 있다. 또, 혀는 음식을 섭취하고 치아가 씹어줄 때, 골고루 씹을 수 있도록 음식물들을 골고루 섞어주는 역할을 하기도 한다. 여러 가지 발음을 할 수 있는 것도 혀 덕분이다.

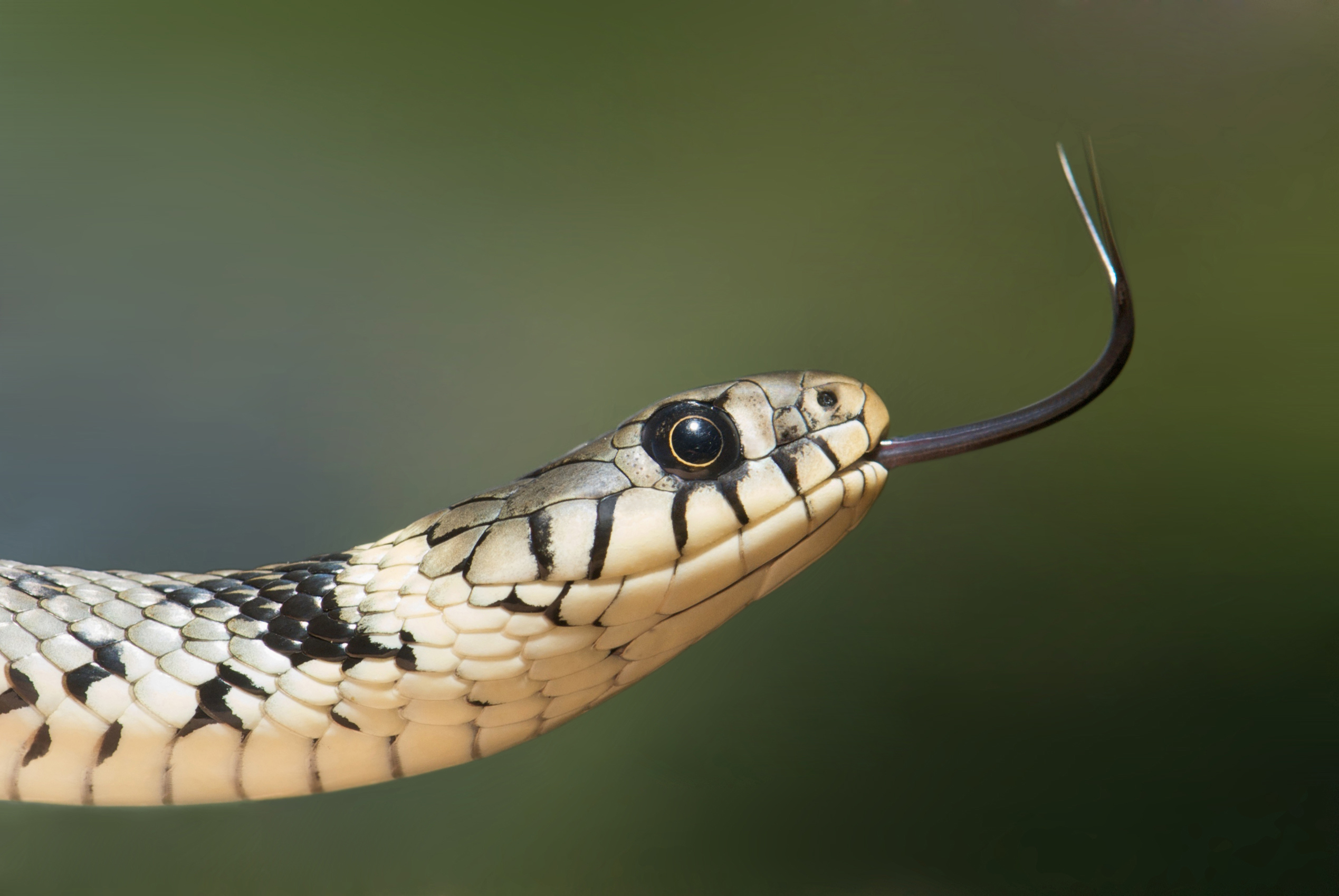
혀를 날름대는 유럽유혈목이.

미각은 혀 점막에 집중되어 있고, 미각이 전해지는 경로 중 혀에서 연수(延髓)까지는 두 가지 길이 있어 혀 앞부분 3분의 2와 뒷부분 3분의 1이라는 다른 경로를 거친다. 페닐싸이오카바마이드(PTC, Phenylthiocarbamide)는 대부분의 사람에게 강한 쓴맛을 느끼게 하는데, 때로는 아무 맛도 느끼지 못하는 사람도 있다. 이와 같은 사람을 PTC 미맹이라 한다. 한국인에게는 약 12% 정도 발견된다(백인 40%, 흑인 9%). 이 미맹은 유전한다.
흔히 혀에서 단맛·짠맛·신맛·쓴맛의 맛을 감지하는 구역이 각기 다르다고 알려져 있지만, 이는 잘못된 사실로써 실제로는 혀의 모든 부분이 각각의 맛을 거의 동일하게 느낀다. 이는 19세기 말의 연구자료를 잘못 해석해서 지금까지 전해지는 대표적인 과학 오류이다.
구강 부위중 가장 세균이 많은 부위이기 때문에 청결에 신경을 써주어야 하는 부위이다. 모세혈관등이 많아 빨간색이다. 그래서 일각에서는 혀가 심하게 상처가 생기면 많은 모세혈관들이 파손되고 출혈이 심해지기 때문에 죽는다 말하긴 하지만 과다출혈을 유발할만큼 큰 혈관이 있지는 않기 때문에 사망하지는 않는다.
혀에 흰색이 끼는 것을 설태라고 한다. 그리고 혀는 사람의 근육중 가장 센 근육이다.

## 혀

### 구조
혀는 구강 바닥의 일부를 형성하는 근육질의 수압관이다. 혀의 좌우는 혀 중격이라고 알려진 섬유질 조직의 수직 부분으로 구분된다. 이 구분은 인두 부분의 맨 뒤쪽을 제외한 혀의 길이를 따라 있으며 정중고랑(정중구)이라고 하는 홈으로 보인다. 인간의 혀는 분계고랑(terminal sulcus)에 의해 앞쪽과 뒤쪽 부분으로 나뉜다. 분계고랑은 "V"자 모양의 홈이다. 분계고랑의 정점은 맹장구멍(foramen cecum)으로 표시되어 있으며, 이는 초기 배아 발달에서 중앙 갑상선 게실의 잔재이다. 전방 구강 부분은 앞쪽에 위치한 눈에 보이는 부분으로 혀 길이의 약 2/3를 차지한다. 후방 인두 부분은 인후에 가장 가까운 부분으로 길이의 약 1/3이다. 이러한 부분은 배아 발달과 신경 공급 측면에서 다르다.
전방혀(anterior tongue)는 정점에서 얇고 좁다. 이는 하악 절치의 혀 표면에 대해 앞으로 향한다. 후부는 뿌리에서 뒤로 향하고, 목뿔혀근과 턱끝혀근, 혀설막(hyoglossal membrane)에 의해 목뿔뼈와 연결되고, 점막의 세 개의 혀후두개 주름에 의해 후두개와 연결되고, 구개열 아치에 의해 연구개와 연결되고, 상인두 수축근과 점막에 의해 인두와 연결된다. 또한 구인두의 전벽을 형성한다.
구인두에서 설첨까지의 인간 혀의 평균 길이는 10cm이다. 성인 남성의 인간 혀의 평균 무게는 99g이고 성인 여성의 경우 79g이다.
음성학과 음운론에서는 설첨(tip, 혀의 끝)과 설압자(blade, 끝 바로 뒤의 부분)을 구별한다. 설첨으로 내는 소리를 정단음이라고 하고, 설압자로 내는 소리를 상측음이라고 한다.

## 혀 내밀기
혀를 내미는 동작은 일종의 제스처가 되기도 한다. 의미는 대부분의 국가에서 모욕적인 의미로 받아들여지지만, 티베트 지역에서는 이 제스처를 인사의 의미로 사용한다.

## 같이 보기
- 성도 (의학)